# Upernavik
Upernavik är en stad i kommunen Avannaata i Grönland. År 2024 hade staden 1 064 invånare.

## Belägenhet
Upernavik ligger på en liten ö med samma namn, strax utanför det grönländska fastlandet och ett antal mil norr om den större ön Disko. Staden är centralort i en mycket stor, glesbefolkad arkipelag (Se bild).

Karta över Upernavik skärgård.

## Upernavik i kulturen
Upernavik är spelplats för delar av handlingen i Jules Vernes satiriska roman Guldmeteoren (postumt 1908, La chasse au météore; på svenska 1974). Det är på denna lilla ö den eftersökta eldkulan från himmelen till slut slår ner.

## Externa länkar

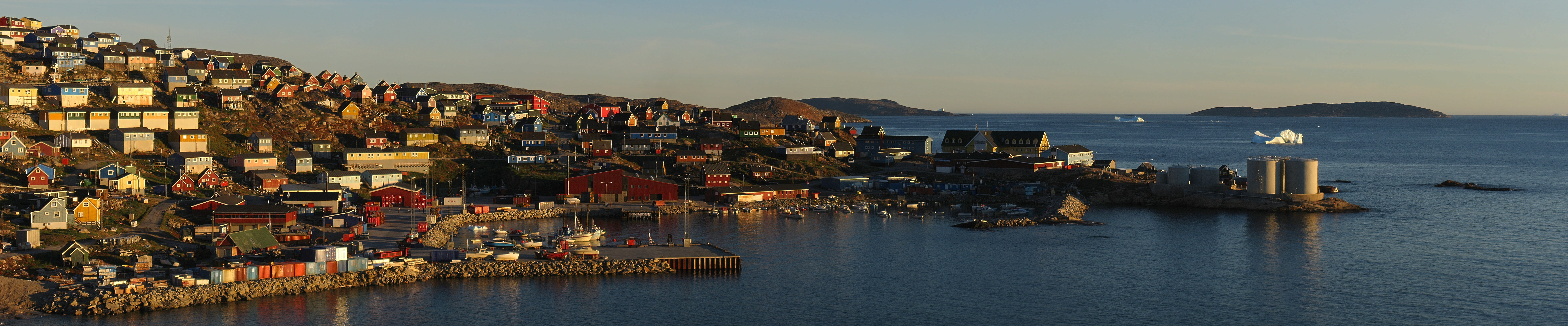
Kvällspanorama av nordvästra delen av Upernavik, sett från en klippa bakom stadens fotbollsplan i augusti 2007.